# دوایریو
دوایریو (به انگلیسی: Dwyriw) یک منطقهٔ مسکونی در بریتانیا است که در پویس واقع شده‌است. دوایریو ۵۷۱ نفر جمعیت دارد.